# 秋田露子
秋田 露子（あきた つゆこ、本名：松本さく子、1904年（明治37年）3月17日 - 没年不明）は元宝塚少女歌劇団花組主演娘役クラスの人物である。大阪府池田町（現・池田市）出身。

この芸名は小倉百人一首の第1番：天智天皇の
から命名された。

## 略歴
- 1916年、4期生として、宝塚少女歌劇団（現在の宝塚歌劇団）に入団。

- 1925年3月、宝塚少女歌劇団を21歳で退団。

## 宝塚少女歌劇団時代の主な舞台出演
- 『厩戶王子』（1918年1月1日 - 1月20日、宝塚歌劇場(パラダイス劇場)）
- 『涅槃猫』（1919年10月20日 - 11月30日、宝塚新歌劇場(公會堂劇場)）
- 『酒の行兼』（1920年3月20日 - 5月20日、宝塚新歌劇場(公會堂劇場)）
- 『岩戶開』『新道成寺』（1921年1月1日 - 1月20日、宝塚新歌劇場(公會堂劇場)）
- 『春から秋へ』（第一部）（1921年3月20日 - 5月20日、宝塚新歌劇場(公會堂劇場)）
- 『隅田川』（第一部）（1921年7月20日 - 8月31日、宝塚新歌劇場(公會堂劇場)）
- 『メッシナの花嫁』（花組）（1922年2月1日 - 2月25日、宝塚新歌劇場(公會堂劇場)）
- 『鬼酒』（花組）（1922年5月1日 - 5月31日、宝塚新歌劇場(公會堂劇場)）
- 『白虎隊』（花組）（1922年8月1日 - 9月10日、宝塚新歌劇場(公會堂劇場)）
- 『清水詣』（花組）（1923年1月1日 - 1月20日、宝塚新歌劇場(公會堂劇場)）
- 『貞任の妻』（花組）（1923年4月11日 - 5月10日、宝塚新歌劇場(中劇場)）
- 『川霧』『檢察官』（花組）（1923年7月10日 - 8月19日、宝塚新歌劇場(中劇場)）
- 『松浦鏡』（花組）（1923年9月25日 - 10月24日、宝塚新歌劇場(中劇場)）
- 『笛が鳴る』『古柳の嘆き』（花組）（1924年1月1日 - 1月31日、宝塚新歌劇場(中劇場)）
- 『諧謔』（月組）（1924年5月1日 - 5月21日、宝塚新歌劇場(中劇場)）
- 『佐保姫』（花組）（1924年11月1日 - 11月30日、宝塚大劇場）
- 『マルフアの昇天』『貴妃醉酒』『春から秋へ』（花組）（1925年2月1日 - 2月28日、宝塚大劇場）